# Puhova nagrada
Puhova nagrada je najvišja nagrada v Sloveniji, ki se podeljuje za izume, tehnološke in netehnološke razvojne dosežke in uporabo znanstvenih izsledkov s področij naravoslovja, tehnike, ved o življenju, humanistike in družboslovja pri uvajanju novosti v gospodarsko in družbeno prakso. Nagrajeni dosežki imajo izjemen pomen za gospodarski oziroma družbeni razvoj posameznega področja, regije ali države. Puhova nagrada se podeljuje od leta 2018 naprej. Nagrada je dobila ime po slovenskem izumitelju, inovatorju in tovarnarju Janezu Puhu. Nagrado podeljuje Odbor Republike Slovenije za podelitev nagrad in priznanj za izjemne dosežke v znanstvenoraziskovalni in razvojni dejavnosti.
Puhova nagrada se podeli za: 
- življenjsko delo posameznika, ki se je s svojimi dosežki v celotnem življenjskem obdobju izjemno uveljavil in s tem prispeval h gospodarskemu oziroma družbenemu razvoju ter gospodarsko učinkoviti družbi v Republiki Sloveniji. Za Puhovo nagrado za življenjsko delo je lahko predlagan kandidat, ki je dopolnil 65 let.
- vrhunske dosežke posameznika ali skupine posameznikov, ki so se izjemno uveljavili s svojimi dosežki, ki imajo izjemen pomen za gospodarski oziroma družbeni razvoj posameznega področja, regije ali države. Puhova nagrada za vrhunske dosežke se podeli posamezniku ali skupini za vrhunski dosežek ali več vrhunskih dosežkov, ki je nastal ali so nastali v zadnjih sedmih letih.

Pri podeljevanju Puhove nagrade se upošteva izjemnost dosežkov glede njihove inovativnosti in izvedbene odličnosti, dokazani ekonomski ali družbeni učinki, in prispevek k dobrobiti in razvoju Republike Slovenije.
Vsako leto se lahko podeli največ ena Puhova nagrada za življenjsko delo in ena Puhova nagrada za vrhunske dosežke.

## Prejemniki Puhovih nagrad

### 2018[1]
- Franc Vodopivec za življenjsko delo na področju metalurgije
- Marjan Pipenbaher za vrhunske dosežke na področju projektiranja mostov

### 2019[2][3]
- Marko Jagodič za življenjsko delo na področju elektrotehnike
- Hubert Kosler, Erih Arko, Damjan Širaj, Matija Jezeršek in Niko Herakovič za vrhunske dosežke v industrijski robotski tehnologiji

### 2020[4]
- Janez Trontelj za življenjsko delo na področju mikroelektronike
- Janko Petrovčič za vrhunske dosežke za razvoj inovativnih elektronskih sistemov

### 2021[5]
- Borka Jerman Blažič za življenjsko delo na področju razvoja interneta
- Luka Drinovec in Griša Močnik ter razvojni skupini podjetij Aerosol in Robomed za vrhunske dosežke za razvoj metod za merjenje absorbcije aerosolov

### 2022
- Uroš Stanič za življenjsko delo na področju električne (bio)stimulacije
- Janez Demšar in Blaž Zupan za razvoj orodja za podatkovno analitiko in strojno učenje Orange

### 2023[6]
- Jože Vižintin za življenjsko delo na področju tribologije
- Zdenko Časar za vrhunske dosežke na področju industrijske farmacije

### 2024
- Igor Akrapovič za predanost vlaganju v nenehni razvoj izdelkov in tehnologij
- Matija Gatalo, Nejc Hodnik, Marjan Bele in Miran Gaberšček za vrhunske dosežke za razvoj nove metode priprave katalizatorjev za gorivno celico.

## Vir
1. ↑  »Poročilo Odbora Republike Slovenije za podelitev nagrad in priznanj za izjemne dosežke v znanstvenoraziskovalni in razvojni dejavnosti. Pridobljeno 30. 11. 2018«. Arhivirano iz prvotnega spletišča dne 30. novembra 2018. Pridobljeno 30. novembra 2018.
2. ↑  Senica, Saša (20. november 2019). »»Delamo svetovno primerljivo znanost««. Delo. Pridobljeno 20. novembra 2019.
3. ↑  »»Slavnostna podelitev«« (PDF). 20. november 2019. Pridobljeno 24. decembra 2020.
4. ↑  »Najvišje državno priznanje v znanosti Stanislavu Pejovniku in Tamari Lah Turnšek«. MMC RTV-SLO. 1. december 2020. Pridobljeno 22. decembra 2020.
5. ↑  »Anuški Ferligoj in Julijani Kristl Zoisova, Borki J. Blažič pa Puhova nagrado za življenjsko delo«. MMC RTV-SLO. 10. december 2020. Pridobljeno 19. oktobra 2022.
6. ↑  »Razglasili dobitnike najvišjih državnih nagrad za znanost«. Delo. 13. oktober 2023. Pridobljeno 15. oktobra 2023.